# Fiat 411
Le Fiat 411 est un autobus typiquement urbain, produit par le constructeur italien Fiat Bus à partir de 1956.

## Histoire
Ce véhicule a été lancé en 1956 et représente une véritable révolution dans le paysage des transports en commun car c'est le premier modèle d'autobus urbain avec plancher très surbaissé de l'époque, où les usagers étaient encore habitués à gravir les marches.
Il a été créé pour une utilisation très polyvalente dans toutes les grandes villes d'Italie, pour un transport de masse dans les centres-villes. Ce bus urbain a connu un très gros succès commercial. Sa robustesse légendaire et ses caractéristiques mécaniques de fiabilité feront qu'il restera en service pendant plus de 30 ans. Nombreux sont les véhicules qui ont été exportés vers l'Afrique notamment et qui circulaient encore en 1995.
Ce modèle restera dans la mémoire des sociétés de transport urbain car ce fut le premier à offrir la direction assistée et une boîte de vitesses semi-automatique pour le chauffeur mais gardait le moteur placé à l'avant, avec un coffre proéminent à côté du conducteur.
Comme de coutume en Italie, le Fiat 410, en plus de la version constructeur avec carrosserie "CANSA" du nom de l'usine où était produit le véhicule, était également disponible avec plusieurs carrosseries conçues et réalisées par les Carrossiers spécialisés Menarini, Macchi, Piaggio, Portesi, Pistoiesi, Breda C.F., etc.
La première version de 1956 disposait du moteur Fiat 203 de 10 676 cm3 développant 150 ch à 2 000 tours par minute.
La seconde série, le Fiat 411.1 lancée en 1958, bénéficiera du moteur 203A/61 de 11 548 cm3 développant 178 ch à 1900 tours par minute. Ce moteur équipera également les camions Fiat 682N3 et Fiat 690N.
Sur le même châssis Fiat 411, le constructeur italien réalisera le trolleybus le plus diffusé en Italie, le Fiat 2411.